# Mario & Luigi: Superstar Saga
Mario & Luigi: Superstar Saga é um jogo do gênero RPG, desenvolvido pela Nintendo junto com a Alpha Dream Corporation para a plataforma GameBoy Advance. É o terceiro jogo de RPG da série Mario lançado pela Nintendo, mas é o 1° da sub-série Mario & Luigi, e manteve a originalidade dos RPG como: lutar contra inimigos, evoluir e aumentar os pontos. A diferença desse jogo para os demais são as grandes doses de humor que acompanham o jogo inteiro, sem fugir das clássicas lutas.

## Enredo
O cenário do jogo começa no Reino dos Cogumelos, mas progride para o Beanbean Kingdom para a maior parte do jogo. No jogo, Mario e Luigi combatem Cackletta, o principal antagonista. A busca começa quando Cackletta, com a ajuda de seu assistente Fawful, rouba a voz da Princesa Peach depois de adotar o disfarce de um embaixador de Beanbean Kingdom.

## Recepção
O site IGN incluiu o jogo na posição de número 80 no ranking dos "100 melhores RPGs de todos os tempos" (Top 100 RPGs of All Time).